# Корфантув (гмина)
Корфантув (пол. Korfantów) — городско-сельская гмина (волость) в Польше, входит как административная единица в Нысский повет, Опольское воеводство. Население — 9905 человек (на 2004 год).

## Демография
| Перепись                       | Всего   | Всего | Женщины | Женщины | Мужчины | Мужчины |
| ------------------------------ | ------- | ----- | ------- | ------- | ------- | ------- |
| Единицы                        | человек | %     | человек | %       | человек | %       |
| Население                      | 9905    | 100   | 5030    | 50,8    | 4875    | 49,2    |
| Плотность населения (чел./км²) | 55,1    | 55,1  | 28      | 28      | 27,1    | 27,1    |

## Сельские округа
1. Борек
2. Грыжув
3. Егельница
4. Куропас
5. Кузница-Лигоцка
6. Мышовице
7. Несебендовице
8. Пехоцице
9. Плесница
10. Пшехуд
11. Пшидроже-Мале
12. Пшидроже-Вельке
13. Пушина
14. Рончка
15. Рынарцице
16. Жимковице
17. Стара-Ямка
18. Сцинава-Мала
19. Сцинава-Ныска
20. Венжа
21. Вельке-Лонки
22. Влодары
23. Влостова

## Соседние гмины
1. Гмина Бяла
2. Гмина Ламбиновице
3. Гмина Ныса
4. Гмина Прушкув
5. Гмина Прудник
6. Гмина Туловице